# Anyphaena arbida
Anyphaena arbida là một loài nhện trong họ Anyphaenidae.
Loài này thuộc chi Anyphaena. Anyphaena arbida được Norman I. Platnick miêu tả năm 1974.